# سیدی مزغیش
سیدی مزغیش (به عربی: سيدي مزغيش) یک شهرداری در الجزایر است که در استان سکیکده واقع شده‌است.